# Corina Casanova
Corina Casanova (n. 4 ianuarie 1956, Ilanz/Glion⁠(d), cantonul Graubünden, Elveția) este un om politic elvețian.
A fost cancelar în perioada 2008 - 2015.
A lucrat ca avocat în practica fostul președinte al Curții Supreme Federale Elvețiene⁠(en)[traduceți], Giusep Nay, precum și ca delegat al Crucii Roșii din Africa de Sud, Angola, Nicaragua și El Salvador.
A fost, de asemenea, funcționar federal parlamentar și consilier al consilierilor federali, Flavio Cotti și Joseph Deiss, amândoi fiind din Partidul Democrat Creștin.
În august 2005, a fost aleasă în funcția de vice-cancelar de către Adunarea Federală Elvețiană⁠(en)[traduceți].
În decembrie 2007, a fost aleasă în funcția de cancelar de către Consiliului Federal Elvețian, în urma alegerilor. În martie 2008, a fost desemnată de membru al Consiliului Federal Elvețian al comitetului de direcție pentru guvernarea electronică în Elveția.
Corina Casanova este un membru al Partidului Democratic Creștin, vorbind șase limbi: romanșă, germană, franceză, italiană, engleză și spaniolă.